# 日本生命硬式野球部
日本生命硬式野球部（にほんせいめいこうしきやきゅうぶ）は、大阪府大阪市に本拠地を置き、日本野球連盟に加盟する社会人野球の企業チームである。
運営母体は、生命保険会社の日本生命保険。獲得した全国タイトルが、社会人野球チームの中でENEOS・東芝・住友金属に次ぐ史上第4位の計8回（都市対抗野球4回・日本選手権3回・産業対抗1回）を誇り、都市対抗野球には歴代チーム中最多の62回、日本選手権もパナソニックに次ぐ39回の出場を誇る。また、プロ野球選手や日本代表選手を多数輩出している西日本を代表する名門チームである。

## 概要
歴史は古く、戦前の1929年に日本生命保険の硬式野球部として創部した。近年では社業に就く上での資格取得の関係上、選手の採用は原則として学卒であることを条件としているが、プロ入り前提で高卒の選手が加入することもある。
1949年、都市対抗野球に初出場を果たした。
1961年4月20日、当チーム所属の柳川福三がNPBの中日ドラゴンズと契約し、プロ・アマ断絶のきっかけとなる柳川事件が起きた。
1974年、日本選手権に初出場を果たした。
1985年の都市対抗野球と、1990年の日本選手権でそれぞれ初優勝を達成した。
2015年、都市対抗野球で4度目の優勝を日本選手権で3度目の優勝を果たし、社会人野球史上3チーム目となる同一年での2大大会制覇となった。
2016年シーズン限りでこれまで練習場として使用していた大阪府吹田市にある日本生命千里山グラウンドが閉鎖され、2017年シーズンからは練習場を大阪府貝塚市のユニチカ貝塚工場跡地の一画に新設した日本生命貝塚グラウンドへ移して活動している。なお、女子卓球部（後の日本生命レッドエルフ）も同じく移転した。
2018年は都市対抗野球で予選敗退に終わり、連続出場が15で止まった。

## 設立・沿革
- 1929年 - 創部。
- 1949年 - 都市対抗野球に初出場（1回戦敗退）。
- 1961年 - 柳川事件が勃発。
- 1962年 - 日本産業対抗野球大会で初優勝。
- 1974年 - 日本選手権に初出場（第1回大会、初戦敗退）。
- 1985年 - 都市対抗野球で初優勝。
- 1990年 - 日本選手権で初優勝。
- 1992年 - 都市対抗野球で2度目の優勝。
- 1997年 - 都市対抗野球で3度目の優勝。
- 2002年 - 日本選手権で2度目の優勝。
- 2015年 - 都市対抗野球で4度目の優勝。日本選手権で3度目の優勝。 ※同一年での二冠を達成

## 主要大会の出場歴・最高成績
- 都市対抗野球大会：出場64回、優勝4回（1985、1992、1997、2015年）
- 社会人野球日本選手権大会：出場39回、優勝3回（1990、2002、2015年）、準優勝4回（1998、2006、2017年、2019年）
- 日本産業対抗野球大会：出場18回、優勝1回（1962年）
- JABA東京スポニチ大会：優勝6回（1951、1955、1959、1968、1971、1997年）
- JABAベーブルース杯争奪大会：優勝1回（1965年）
- JABA東北大会：優勝1回（2015年）
- JABA日立市長杯選抜野球大会：優勝1回（2022年）
- JABA京都大会：優勝11回（1950、1962、1991、1992、1993、1996、2003、2006、2013、2015、2019年）
- JABA岡山大会：優勝8回（1959、1960、1961、1972、1984、1986、2003、2004年）
- JABA四国大会：優勝3回（1978、1993、1994年）
- JABA高砂市長杯争奪大会：優勝1回（2002年）
- JABA広島大会：優勝1回（2002年）

## 主な出身プロ野球選手
太字は現役選手（2023年シーズン現在）
- 香川正（外野手） - 1954年に近鉄パールスに入団
- 大石雅昭（外野手） - 1955年に近鉄パールスに入団
- 大津淳（外野手） - 1956年に大阪タイガースに入団
- 伊藤芳明（投手） - 1959年に読売ジャイアンツに入団
- 柳川福三（外野手） - 1961年に中日ドラゴンズに入団
- 中司得三（外野手） - 1978年ドラフト外で読売ジャイアンツに入団
- 中本茂樹（投手） - 1982年ドラフト外でヤクルトスワローズに入団
- 田島俊雄（投手） - 1986年ドラフト1位で南海ホークスに入団
- 米崎薫臣（内野手） - 1988年ドラフト1位で近鉄バファローズに入団
- 木村恵二（投手） - 1990年ドラフト1位で福岡ダイエーホークスに入団
- 新谷博（投手） - 1991年ドラフト2位で西武ライオンズに入団
- 内匠政博（外野手） - 1992年ドラフト3位で近鉄バファローズに入団
- 大島公一（内野手） - 1992年ドラフト5位で近鉄バファローズに入団
- 仁志敏久（内野手） - 1995年ドラフト2位（逆指名）で読売ジャイアンツに入団
- 福留孝介（内野手） - 1998年ドラフト1位（逆指名）で中日ドラゴンズに入団
- 谷口悦司（投手） - 2001年ドラフト4位で大阪近鉄バファローズに入団
- 下山真二（外野手） - 2002年ドラフト8位で大阪近鉄バファローズに入団
- 佐藤充（投手） - 2003年ドラフト4位で中日ドラゴンズに入団
- 渡辺亮（投手） - 2005年大学生・社会人ドラフト4位で阪神タイガースに入団
- 下敷領悠太（投手） - 2007年大学生・社会人ドラフト5位で千葉ロッテマリーンズに入団
- 大島洋平（外野手） - 2009年ドラフト5位で中日ドラゴンズに入団
- 海田智行（投手） - 2011年ドラフト4位でオリックス・バファローズに入団
- 柿田裕太（投手） - 2013年ドラフト1位で横浜DeNAベイスターズに入団
- 小林誠司（捕手） - 2013年ドラフト1位で読売ジャイアンツに入団
- 吉原正平（投手） - 2013年ドラフト4位で千葉ロッテマリーンズに入団
- 井上晴哉（内野手） - 2013年ドラフト5位で千葉ロッテマリーンズに入団
- 小田裕也（外野手） - 2014年ドラフト8位でオリックス・バファローズに入団
- 小林慶祐（投手） - 2016年ドラフト5位でオリックス・バファローズに入団
- 神里和毅（外野手） - 2017年ドラフト2位で横浜DeNAベイスターズに入団
- 阿部翔太（投手） - 2020年ドラフト6位でオリックス・バファローズに入団
- 又木鉄平（投手） - 2023年ドラフト5位で読売ジャイアンツに入団
- 石伊雄太（捕手） - 2024年ドラフト4位で中日ドラゴンズに指名
- 立松由宇（内野手） - 2024年ドラフト6位で千葉ロッテマリーンズに指名

## 元プロ野球選手の競技者登録
- 酒井光次郎（元：日本ハムファイターズ、阪神タイガース） - コーチ（2012年 - 2021年）→アドバイザー（2022年）→退団

## かつて在籍した選手・コーチ・監督
- 井尻陽久（内野手） - 選手・コーチとして在籍。アトランタオリンピック日本代表コーチ。現東海大学硬式野球部監督。
- 佐藤清（内野手） - 選手として在籍。引退後、早稲田大学野球部の監督、城西国際大学硬式野球部の監督を歴任。
- 杉浦正則（投手） - 選手・コーチ・監督として在籍。「ミスターアマ野球」と呼ばれていた。
- 十河章浩（内野手） - 選手・コーチ・監督として在籍。バルセロナオリンピック日本代表。
- 野上修（内野手） - 選手・コーチとして在籍。シドニーオリンピック日本代表。
- 藤田和男（捕手） - 選手として在籍。引退後、横浜DeNAベイスターズのブルペン捕手、二軍バッテリーコーチなどを歴任。
- 早瀬万豊（投手） - 選手・監督として在籍。